# Apollon Adolfovics Giber fon Grejfenfelsz
Apollon Adolfovics Giber fon Grejfenfelsz (oroszul:Аполлон Адольфович Гибер фон Грейфенфельс, Orosz Birodalom, Kijev, 1887. május 31. – ?) orosz kardvívó, katona, olimpikon.
Az 1912. évi nyári olimpiai játékokon vett részt és a kettő kardvívás versenyszámban indult. Egyéniben és csapatban. Érmet nem nyert.
Harcolt az első világháborúban.